# Ellen-Gletscher
Der Ellen-Gletscher ist ein großer Gletscher im westantarktischen Ellsworthland. Er fließt von den Osthängen des Mount Anderson und der Long Gables in südöstlicher Richtung zum Gebirgskamm Barnes Ridge, wo er die Sentinel Range des Ellsworthgebirges verlässt und in den nach Süden fließenden Rutford-Eisstrom einmündet.
Der United States Geological Survey kartierte ihn anhand eigener Vermessungen und mithilfe von Luftaufnahmen der United States Navy zwischen 1957 und 1959. Das Advisory Committee on Antarctic Names benannte ihn 1961 nach Cicero Jasper Ellen (1919–1988) von der United States Air Force, Leiter zahlreicher Lufteinsätze zur Errichtung der Südpolstation zwischen 1956 und 1957.